# Chloropolymère
Un chloropolymère ou polymère chloré est un polymère produit à partir d'alcènes dans lesquels au moins un des atomes d'hydrogène a été remplacé par du chlore. Le membre le plus important de cette classe de polymères est le poly(chlorure de vinyle), communément appelé PVC.
Outre le PVC, les chloropolymères les plus connus sont le poly(chlorure de vinyle) surchloré (PVC-C), le poly(chlorure de vinylidène) (PVDC) et les copolymères de chlorure de vinyle. Le tableau suivant compare ces quatre chloropolymères :
| Nom                                                               | Sigle         | Fabrication                                                        | Pourcentage massique en chlore | Propriétés en comparaison avec le PVC                                                                                        | Exemples d'application                              |
| ----------------------------------------------------------------- | ------------- | ------------------------------------------------------------------ | ------------------------------ | --- | --------------------------------------------------- |
| Copolymères de chlorure de vinyle à 10 - 15 % d'acétate de vinyle | VC/VAC        | Copolymérisation du chlorure de vinyle avec de l'acétate de vinyle | 53 - 54                        | Plus facile à mettre en œuvre                                                                                                | Disques vinyles                                     |
| Poly(chlorure de vinyle)                                          | PVC           | Homopolymérisation du chlorure de vinyle                           | 56                             | x | Tubes d'écoulement                                  |
| Poly(chlorure de vinyle) surchloré                                | PVC-C ou CPVC | Modification chimique du PVC par chloration                        | 65 - 69                        | Température de transition vitreuse plus élevée, considérablement plus ductile, résistance améliorée à la corrosion           | Adduction d'eau chaude                              |
| Poly(chlorure de vinylidène)                                      | PVDC          | Homopolymérisation du chlorure de vinylidène                       | 72                             | Plus grande inertie chimique, résistance améliorée à la corrosion, propriétés de barrière contre l'eau, l'oxygène et les gaz | Emballages alimentaires, emballages pharmaceutiques |